# 线柱苣苔
线柱苣苔（学名：Rhynchotechum obovatum）为苦苣苔科线柱苣苔属下的一个种。

## 扩展阅读
維基物種上的相關：线柱苣苔